# Coleophora confusa
Coleophora confusa é uma espécie de mariposa do gênero Coleophora pertencente à família Coleophoridae.